# Спишка Нова Вес
Спишка Нова Вес (слч. Spišská Nová Vesⓘ, мађ. Igló) град је у Словачкој и трећи по важности град у Кошичког краја.

## Географија
Спишка Нова Вес је смештена у средишњем делу државе. Престоница државе, Братислава, налази се 370 km југозападно, док су Кошице на 75 km удаљености ка југоистоку.
Рељеф: Спишка Нова Вес се развила у источном делу Татри. Град је смештен у котлини реке Хорнад. Котлина је са севера ограђена Левочким врхима, са југа Словачким рудогорјем. Надморска висина града је око 430 m. Југозападно од града налази се Национални парк Словачки рај.
Клима: Клима у Спишкој Новој Веси је континентална са оштријом цртом, због знатне надморске висине и планинске околине.
Воде: Кроз Спишку Нову Вес протиче река Хорнад, у горњем делу свог тока. Она дели град на јужни и северни део.

## Историја
Људска насеља на овом простору датирају још из праисторије. Насеље под овим именом први пут се спомиње у 12. веку као рударско насеље, у које се ускоро досељавају немачки Саси. Оно је добило градска права почетком 14. века. У раздобљу од 1412. до 1770. град је био део Пољске. После тога је град је био у саставу Угарске.
Крајем 1918. град је постао део новоосноване Чехословачке. Током Другог светског рата највећи део месног немачког становништва је добровољно напустио град. У време комунизма град је нагло индустријализован, па је дошло до наглог повећања становништва.

## Становништво
| Година:    | 1994.  | 2004.   | 2014.   | 2024.   |
| ---------- | ------ | ------- | ------- | ------- |
| Број људи: | 38 888 | 38 727  | 37 707  | 34 255  |
| Разлика:   |        | -0,41 % | -2,63 % | -9,15 % |

| Година:    | 2023.  | 2024.   |
| ---------- | ------ | ------- |
| Број људи: | 34 544 | 34 255  |
| Разлика:   |        | -0,83 % |

Данас Спишка Нова Вес има око 38.000 становника и последњих година број становника стагнира.
Етнички састав: По попису из 2001. састав је следећи:
- Словаци - 94,2%,
- Роми - 1,9%,
- остали.

Верски састав: По попису из 2001. састав је следећи:
- римокатолици - 69,8%,
- атеисти - 17,0%,
- лутерани - 3,2%,
- гркокатолици - 3,0%,
- остали.

## Партнерски градови
- Кишујсалаш
- Алсфелд
- Клаустал-Целерфелд
- Гројец
- Хавличкув Брод
- Жоинвиле
- Егл

## Галерија
- Главна католичка црква
- Градски музеј
- куће на главном тргу
- Лутеранска црква